# Spirobolellus
Spirobolellus är ett släkte av mångfotingar. Spirobolellus ingår i familjen slitsdubbelfotingar.

## Dottertaxa tillSpirobolellus, i alfabetisk ordning[1]
- Spirobolellus antipodum
- Spirobolellus baracoa
- Spirobolellus belonanus
- Spirobolellus chrysodirus
- Spirobolellus chrysogrammus
- Spirobolellus chrysoproctus
- Spirobolellus comoronus
- Spirobolellus concinnus
- Spirobolellus cruentatus
- Spirobolellus dorsetti
- Spirobolellus eremus
- Spirobolellus erythrotermus
- Spirobolellus escambray
- Spirobolellus esulcatus
- Spirobolellus fontis
- Spirobolellus furcianus
- Spirobolellus globiclunis
- Spirobolellus grammicus
- Spirobolellus heteroporus
- Spirobolellus instratus
- Spirobolellus insularis
- Spirobolellus lineatus
- Spirobolellus marmoratus
- Spirobolellus mediolus
- Spirobolellus mimus
- Spirobolellus modiglianii
- Spirobolellus nanus
- Spirobolellus perstriatus
- Spirobolellus pinarensis
- Spirobolellus pulcher
- Spirobolellus pullus
- Spirobolellus punctifrons
- Spirobolellus richmondi
- Spirobolellus sarasini
- Spirobolellus sigillatus
- Spirobolellus signatus
- Spirobolellus solitarius
- Spirobolellus splendens
- Spirobolellus tenuipes
- Spirobolellus toronus
- Spirobolellus trifasciatus
- Spirobolellus tylopus